# Puente Aranda
Puente Aranda es una localidad de la ciudad de Bogotá. Según el censo de 2018, tiene una población de 231.090 habitantes.
A los efectos estadísticos, es la Localidad 16 del Distrito Capital de Bogotá. Está ubicada entre el centro-occidente y sur occidente de la ciudad.

## Toponimia
La hacienda de Jorge Aranda fue construida en un terreno cenagoso en la parte sur de la antigua Santafé en el siglo XVI por el oidor Francisco de Anuncibay, quien llegó a la Nueva Granada en 1573. Esta recibía el nombre de Hacienda de Aranda o del Techo de los Jorges, en este lugar se unían los ríos Chinúa y río San Agustín, y a la vez era el camino Occidente para tomar hacia el río Magdalena. Allí se construyó un pequeño puente usado para atravesar el cruce de los dos ríos, aunque casi siempre permanecía inundado.

## Hidrología
Los canales Fucha y Comuneros la atraviesan. Otros ríos que han sido canalizados son los ríos Seco, Albina y el canal subterráneo San Francisco.

## Topografía
La zona donde se encuentra Puente José y Jorge Aranda se distinguió en el pasado por ser el cruce de varios ríos y humedales y a causa de eso este sector sufría frecuentes inundaciones, pero en la actualidad el sector que abarca la localidad, se caracteriza por tener un terreno plano con ligero desnivel de oriente a occidente. Se encuentra en su totalidad ubicada en áreas sin riesgo geotécnico, alejada de las laderas de las montañas. Muchas de sus calles y andenes principalmente al interior de sus barrios no se encuentran en el mejor estado y hace complicado el caminar o circular por ellas, aunque sus más importantes avenidas sean por el contrario, de las mejores de la ciudad.
Altitud:
- Media: 2560 m s. n. m.

## Historia

#### Colonial y poscolonial
La localidad ocupa los terrenos de la antigua hacienda de Aranda, al sur de la antigua Santafé. Esta fue creada por el oidor Francisco de Anuncibay en el siglo XVI y recibía el nombre de Hacienda de Aranda o del Techo de los Jorges. En sus terrenos comenzaba el camino de Occidente para tomar hacia el río Magdalena y confluían los ríos Chinúa y río San Agustín. Para cruzarlos, se construyó un puente. 
En 1768, el puente fue levantado y reconstruido con una mejor estructura. A partir de allí el Puente de Aranda se convirtió en un paso obligado de la salida de la ciudad por la zona de los humedales. Posteriormente al lado del puente se inició la construcción de un Camellón hacia el occidente que atravesó la Sabana para facilitar a los viajeros el paso por el inmenso humedal de Aranda y crear así un canal de comunicación con Honda, principal puerto sobre el río Magdalena. De esta forma se comunicó Honda con Fontibón, por donde entraban las mercancías y se desarrollaba el comercio con la costa Atlántica y también ambos municipios se comunicaban con Santafé a través del Puente de Aranda. 
El Camellón de la Sabana tuvo cambios de nombre, luego se le denominó Camino de Honda, más tarde Camino de Fontibón y Avenida de la Encomienda; actualmente es la calle 13 o avenida Centenario, como suele denominársele cuando ya se encuentra en la localidad de Fontibón. En la hacienda de Aranda acamparon Simón Bolívar y las tropas libertadoras en 1814. Después de la Independencia y durante finales del siglo XIX e inicios del siglo XX, el sector permaneció siendo una parte predilecta para la ubicación de las haciendas de los bogotanos, aunque poco urbanizada y conservando amplias zonas verdes y agrícolas.

#### Contemporánea
Fue hasta 1944 que con la expansión de Bogotá hacia el sur, la zona se fue urbanizando y organizando destacándose la glorieta donde se ubicaron el Puente de Aranda junto con el Monumento a Colón. El Puente de Aranda fue demolido a finales de los años 1970 para iniciar la construcción de los puentes de la avenida de Las Américas (proyecto promovido por la Sociedad Colombiana de Arquitectos) y que se unía con la calle 13 en la actual carrera 50, dividiéndose en dos vías: la calle 13 rumbo a Fontibón y Las Américas hacia Bogotá. El sector donde se cruzan estas vías en el nuevo Puente de Aranda, y naturalmente el barrio alrededor de él toma el nombre de Puente Aranda. 

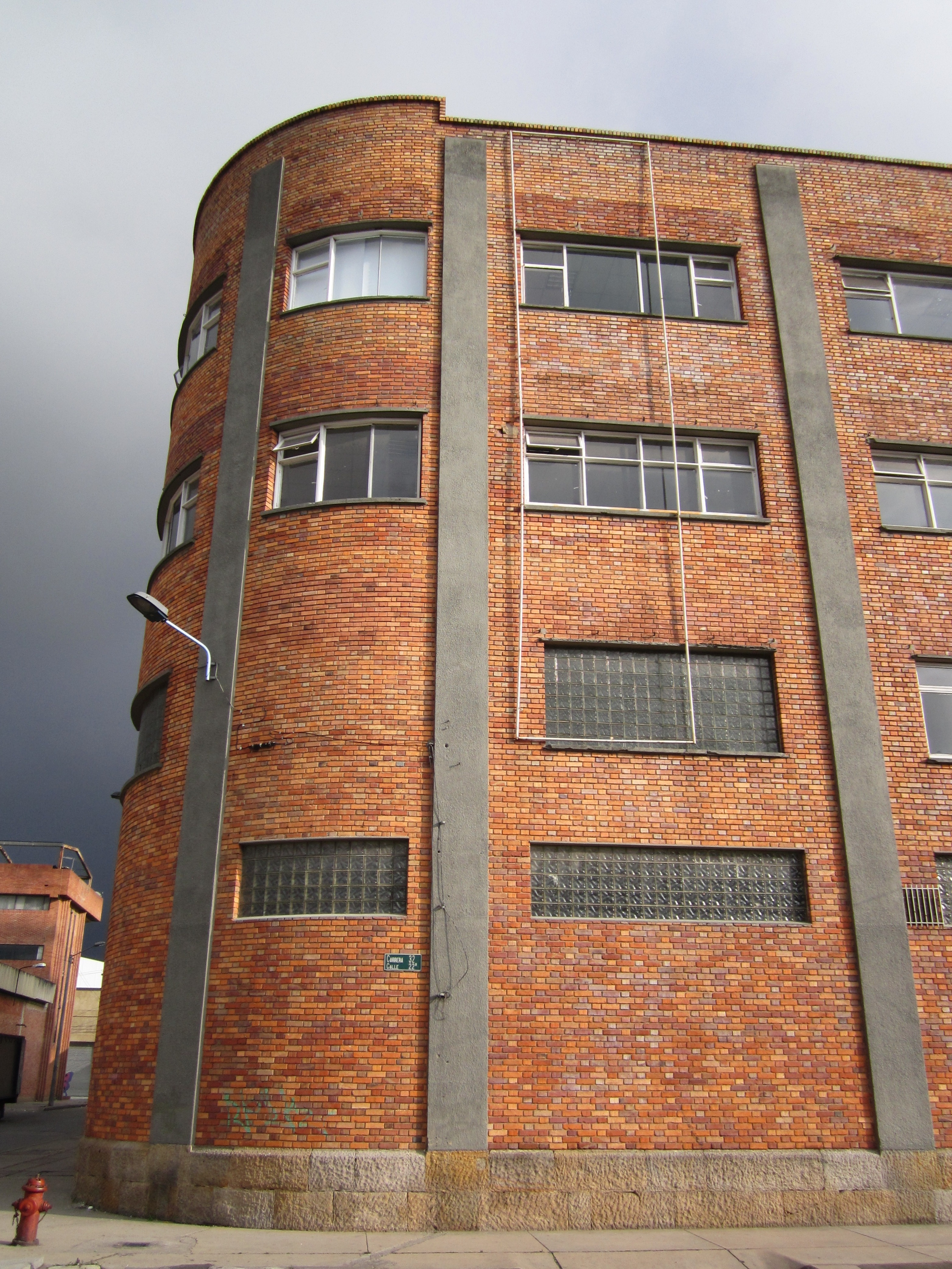
Antigua Cervecería Andina.

El sector tuvo un rápido crecimiento residencial e industrial, comenzó a convertirse en la sede de una multitud de pequeñas empresas manufactureras. En ese mismo año se estableció el primer reglamento de zonificación de Puente Aranda, que se consolidó gracias a los estudios de Le Corbusier, del Plan Piloto de Bogotá adoptado en 1951 y de la zonificación de 1963 realizada por el Departamento Administrativo de Planeación Distrital. Gracias a esto, Puente Aranda y sus barrios cercanos fueron el segundo sector dentro de la Capital en ser declarado como Zona (después de Chapinero en 1954). 
A partir de entonces fue el foco de la actividad industrial de la capital. Diferentes actividades como las de los plásticos, textiles, químicos, metalmecánica, gaseosas, tabaco, concentrados e industrias alimenticias tienen su asiento en este sector, además la norma y el decreto adoptados por el Distrito Especial de Bogotá en 1968 convirtieron a Puente Aranda en un corredor industrial oficial de la ciudad y esto implicó beneficios para las industrias ubicadas allí.
Puente Aranda permitió que la ampliación del tamaño de la ciudad fuera aún mayor, ya que se extendió hacia Fontibón y Bogotá al occidente y Antonio Nariño y Rafael Uribe Uribe hacia el sur, además que proliferaron más barrios alrededor del Puente Aranda original.
En 1972, el Distrito Especial de Bogotá por decreto dividió la ciudad en dieciséis zonas, a las que les constituyó Alcaldía Menor, pasando la zona de Puente Aranda a ser declarada en la nomenclatura como la zona número 16 de esta Área Metropolitana de Bogotá, estableciéndole sus límites determinados y siendo administrada por un Alcalde Menor, nombrado por el alcalde mayor del Distrito Especial. Este decreto fue ratificado mediante el acuerdo de 1977. 
Puente Aranda se convirtió en el foco industrial de Bogotá y además a sus alrededores se construyeron grandes urbanizaciones residenciales que poco a poco hicieron crecer más la zona. Históricamente también hay que reseñar que la localidad es atravesada por la línea Sur del Ferrocarril de la Sabana, inaugurada en 1898, que llegó hasta el Salto de Tequendama, y que fue parte clave de su proceso de crecimiento y desarrollo (incluso ya en los años 1970 y 1980, pues durante los paros de transportadores de buses, aún servía para movilizar a los pasajeros desde Puente Aranda y el centro de Bogotá hasta Soacha), aunque actualmente casi no quedan vestigios de ella.
Con la Constitución de 1991, el Distrito Especial se convirtió en el Distrito Capital, el cual se dividió en veinte Localidades. Puente Aranda entonces fue elevada a la categoría de localidad y su alcaldía menor se convirtió en Alcaldía Local. Luego se le reglamentó su Junta Administradora Local y sus ediles.

#### Actualidad
En los últimos años, la localidad ha continuado con un constante ritmo de crecimiento. Se han construido obras de espacio público y principalmente se destaca la industrialización continua, además de contar también con variadas zonas comerciales y de entretenimiento. Hoy en día,[¿cuándo?] de sus 1794 manzanas, 700 tienen uso industrial y 800 son residenciales. Actualmente su Alcaldía Local se encuentra en la Carrera 34 D Número 4-05 en el barrio Veraguas Central y la localidad ya ha superado los 300 mil habitantes, aproximadamente el 5% del total del casco urbano de Bogotá. Los centros comerciales destacados más cercanos a Puente Aranda son Centro Mayor, ubicado en la localidad de Antonio Nariño sobre la Autopista Sur, y el Centro Comercial Calima sobre la avenida NQS (Norte Quito Sur) en la zona de Los Mártires. Uno de los centros comercios más destacados de la localidad se encuentra entre las calles 13 y Avenida de las Américas. Allí se puede encontrar la zona de outlets más grande la ciudad y el Centro Comercial Plaza Central. En la localidad de Puente Aranda se destaca la presencia de la Universidad Abierta y a Distancia - UNAD. La universidad tiene una área importante de su campus sobre la Autopista Sur. A pocos kilómetros puede también llegar al SENA (Servicio Nacional de Aprendizaje). Estas instituciones educativas son dos de las más emblemáticas de Colombia. La localidad, además, cuenta una oferta educativa escolar en desarrollo.

## Geografía Humana

#### Organización Territorial
Hay 5 UPZ en Puente Aranda.

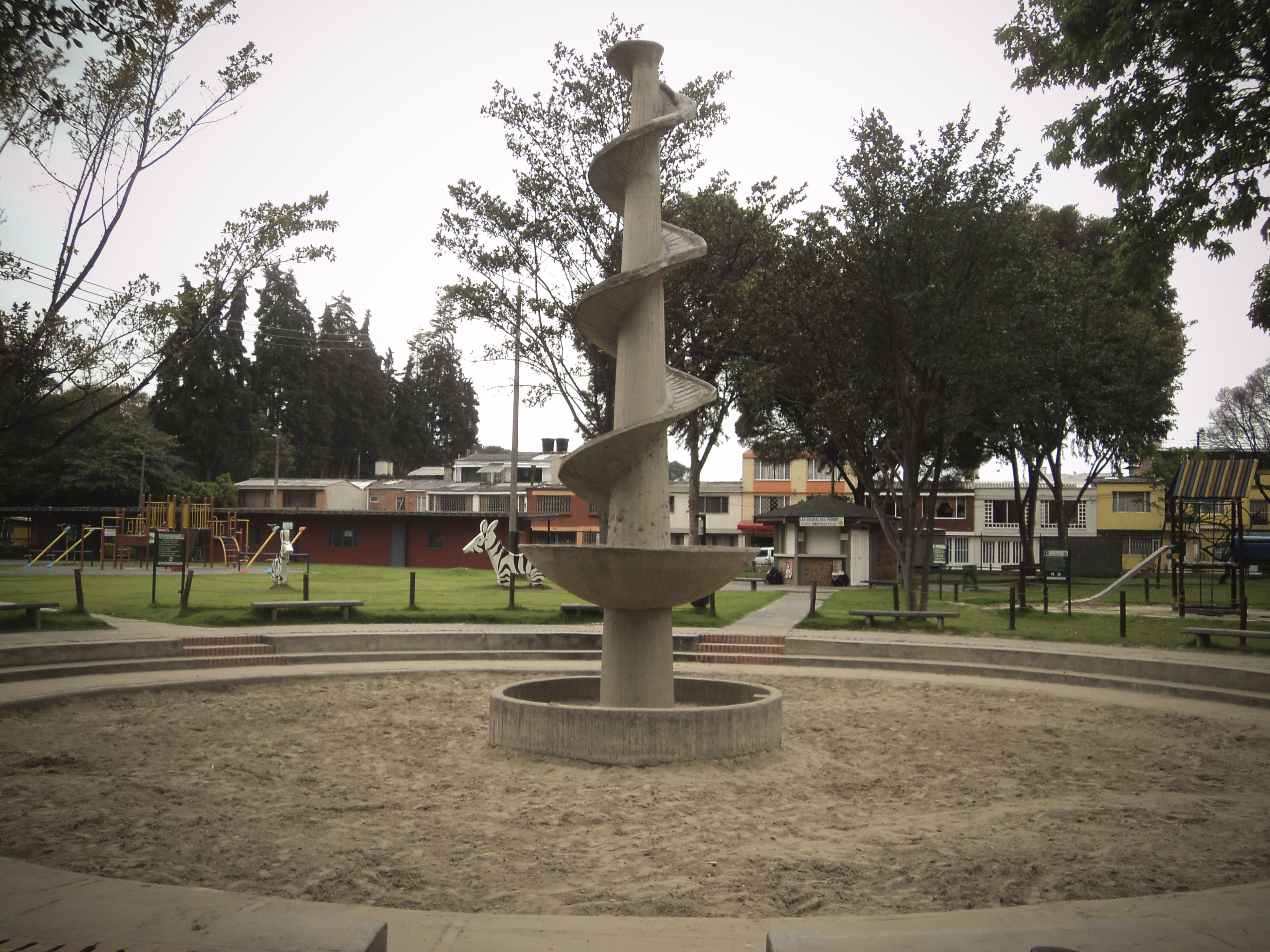
Escultura en el Parque Ciudad Montes.

- Ciudad Montes: La Guaca, Bochica, Carabelas, Ciudad Montes, El Sol, El Jazmín, Jorge Gaitán Cortés, Villa Inés, La Asunción, La Camelia, Los Comuneros, Ponderosa, Primavera, El Remanso, San Eusebio, Santa Matilde, Tibaná y Torremolinos.
- Muzú: Alcalá, Alquería, Autopista Sur, La Coruña, Los Sauces, Muzú, Ospina Pérez, Santa Rita, Tejar, Villa del Rosario y Villa Sonia.
- San Rafael: Barcelona, Bisas del Galán, Camelia Sur, Colón, Galán, La Pradera, La Trinidad, El Arpay La Lira, Milenta, San Francísco, San Gabriel, San Rafael, San Rafael Industrial y Salazar Gomez .
- Zona Industrial: Cundinamarca, El Ejido, Gorgonzola, Industrial Centenario, La Florida Occidental, Los Ejidos y Pensilvania.
- Puente Aranda: Batallón Caldas, Centro Industrial, Ortezal y Puente Aranda.

#### Demografía
En la localidad de Puente Aranda, el Distrito Capital ha establecido 5 barrios de gran importancia y amplitud en la localidad como zonas o UPZ (Unidades de Planeación Zonal), la población corresponde al año 2000:
- Ciudad Montes, 107.144 habitantes.
- San Rafael, 91.990 habitantes.
- Alcala, 73.270 habitantes.
- Puente Aranda, 11.845 habitantes.
- Corredor Industrial, 5.585 habitantes.

En el primer censo realizado desde que se constituyó Alcaldía Menor, el realizado en 1973, Puente Aranda registro 221.776 habitantes, esta cantidad se había elevado ampliamente hasta las 305.123 personas para el censo de 1985, pero en los siguientes años se registró un descenso poblacional hasta los 282.491 habitantes que registro el censo de 1993, principalmente por el traslado de muchos residentes hacia nuevas zonas de urbanizaciones que se construían por esas épocas en la ciudad. Para el año 2000 registro 289.834 habitantes (solo incluyendo las 5 UPZ), para el año 2005 su población ya se había elevado hasta los 370.292 habitantes, demostrando su constante índice de crecimiento.

#### Economía
Puente Aranda es el centro de la actividad industrial de la capital y de gran importancia a nivel nacional. Las principales industrias están relacionadas con la elaboración y procesamiento de plásticos, textiles, químicos, metalmecánica, gaseosas, tabaco, concentrados e industrias alimenticias. Además al contar con zonas comerciales tan amplias como el Sanandresito de la Carrera 38 y Las Américas, (sectores llenos de almacenes y centros comerciales que venden todo tipo de ropa y electrodomésticos a bajo costo).
Entre sus residentes predomina la clase media, el estrato socioeconómico 3. Deriva su nombre del puente de la antigua hacienda de Juan Aranda sobre el río Chinúa, hoy llamado río San Francisco, construida a finales del siglo XVI. Puente Aranda se caracteriza por ser el centro de la actividad industrial de Bogotá.

#### Transporte
Puente Aranda se encuentra enmarcada por la avenida carrera 68, la Carrera 30, la avenida de Las Américas, la calle 13, la calle 19, la calle Tercera, la calle Sexta y la Carrera 50, que son sus más importantes vías, además también tiene una parte de la avenida Primero de Mayo, en todas sus vías cuenta con múltiples rutas de servicio público de buses, busetas y colectivos que llegan a todos los barrios de la localidad y la comunican con toda la ciudad.
Además cuenta con el sistema TransMilenio en la calle 13 y la avenida de Las Américas (línea F) y en la recién remodelada línea de la Norte-Quito-Sur (líneas E y G). En la localidad se encuentran las estaciones CDS - Carrera 32, Zona Industrial, Carrera 43 - COMAPAN, Puente Aranda, Distrito Grafiti y Pradera - Plaza Central en la zona norte de la localidad y corresponden a la línea F, las estaciones CAD, Paloquemao y Ricaurte, correspondientes a la línea E, y las estaciones Comuneros, Santa Isabel, SENA (está siendo demolida), Calle 30 Sur, Calle 38 A Sur, General Santander, y Alquería, correspondientes a la línea G. 
Donde se desprende la avenida de Las Américas dentro de la localidad, a la altura de la estación Distrito Grafiti del sistema TransMilenio, hay un paradero satélite de buses intermunicipales de gran importancia que permite el transporte con la localidad de Fontibón y con los municipios de Funza, Mosquera, Madrid, Facatativá, Cota, Chía y Bojacá.
También tiene una larga línea de la red de Ciclorrutas.

## Infraestructura

### Comercio
- Outlet de Las Américas.
- San Andresito de la 38.
- Plaza Central.

### Cultura
- Biblioteca Pública Néstor Forero Alcalá.[9][10]
- Casa Museo de Antonio Nariño.
- Distrito Graffiti.[11][12][13]

### Deporte y recreación
- Estadio La Alquería.
- Parque Ciudad Montes.
- Parque el Jazmín.

### Seguridad
- Cantón Occidental - Fco. José de Caldas.
- Cárcel La Modelo.
- Club Militar de Oficiales.
- URI de Puente Aranda.[14]

## Bandera
La bandera de Puente Aranda se divide en tres franjas horizontales del mismo grosor, verde la superior, blanca la central y morado la inferior. Está regulada por el Acuerdo Local 019 del 2023 (Registro Distrital No. 7669 del 13 de marzo de 2023).Siendo sus significados el Verde de como la Naturaleza, Blanco la paz y El morado Enfoque de Genero.
Dentro de aquella es un croquis de la localidad Con un fondo azul (Con Significado de Justicia) y Con el Puente Aranda (actualmente demolido) en color rojo como símbolo de Valentía y poder.